# Quatre-mâts carré

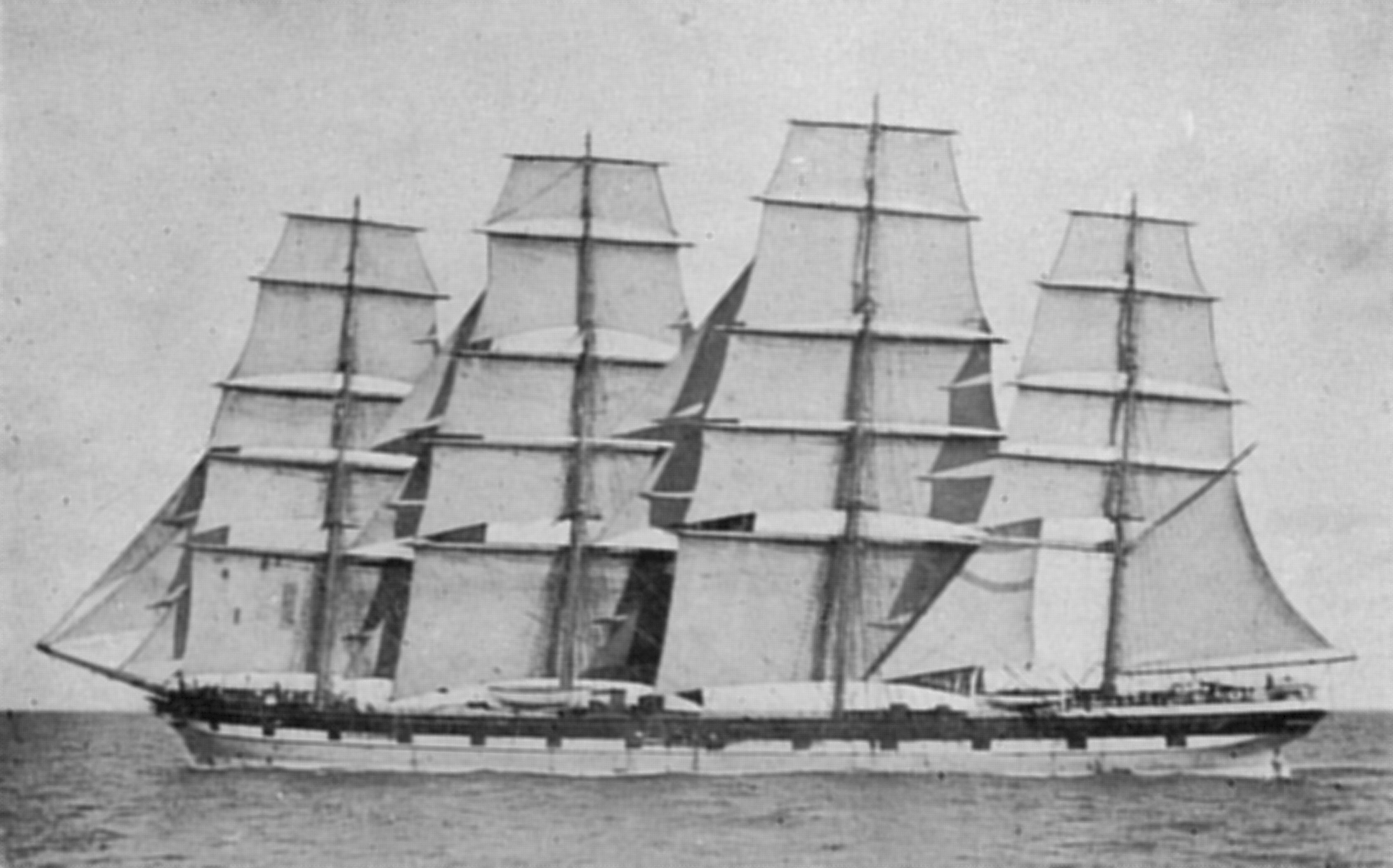
Un quatre-mâts carré en 1895

Un quatre-mâts carré (en anglais : four-masted square-rigged) est un voilier à quatre mâts (un quatre-mâts) dont tous les mâts sont gréés en voiles carrées.  
Ce gréement s'observe sur les clippers entre la deuxième moitié du XIXe siècle jusqu'au début du XXe siècle. Il n'existe qu'un seul représentant de navire ancien encore visible : le Falls of Clyde amarré à Honolulu. Toutefois quelques voiliers modernes ont été construits avec ce gréement comme le Royal Clipper.

## Historique et usages
Comme la plupart des quatre-mâts, leur expansion et leur utilisation s'étend durant la deuxième moitié du XIXe siècle jusqu'au début du XXe siècle, durant la période des clippers. Toutefois il représente une configuration moins répandue, les clippers à quatre mâts étant principalement gréés en quatre-mâts barque ou quatre-mâts goélette.
Il servaient principalement de navire de transport de marchandises.

## Détail du gréement

### Généralités
Tous les mâts (ou phares) sont gréés en voiles carrées (en général 4 à 6 voiles carrées par mât). Les voiles sont de grande taille et souvent subdivisées pour faciliter la manœuvre en voile fixe et voile volante.
Au gréement carré, s'ajoutent des voiles d'appoint :
- Voiles d'étai voiles triangulaires entre les mâts, pouvant être de très grande taille).
- Focs voiles triangulaires à l'avant du navire).
- Voiles auriques basses portée sur les mâts devant les grandes voiles derrière les grandes voiles.

### Noms des voiles

Voilure : 1. Grande voile d'artimon 2. Brigantine 3. Fixe de fougue 4. Volant de fougue 5. Perruche 6. Cacatois de perruche 7. Grand-voile arrière 8. Grand-voile goélette arrière 9. Grand fixe arrière 10. Grand volant arrière 11. Grand perroquet arrière 12. Grand cacatois arrière 13. Grand-voile avant 14. Grand-voile goélette avant 15. Grand fixe avant 16. Grand volant avant 17. Grand perroquet avant 18. Voile d'étai de grand cacatois arrière 19. Grand cacatois avant 20. Grande voile de Misaine 21. Petit hunier fixe 22. Petit hunier volant 23. Petit perroquet 24. Voile d'étai de grand cacatois avant 25. Petit cacatois. 26. Faux foc 27. Petit foc 28. Grand foc 29. Clin foc

## Comparaison avec les autres quatre-mâts
Il existe des variantes de gréement pour les clippers à quatre-mâts, voisins des quatre-mâts carrés, en fonction de la présence ou non de phares carrés (on appelle "phare" l'équipement d'un mât en voile) :
- Quatre-mâts barque : Tous les mâts sont gréés en voile carrée à l'exception du mât d'artimon (arrière), gréé en voile aurique[4].
- Quatre-mâts goélette : Tous les mâts sont gréés en voile aurique à l'exception du phare avant entièrement carré[4].
- Goélette à quatre mâts : Tous les mâts sont gréés  en voiles auriques avec ou sans huniers[4].
- Goélette franche à quatre mâts : tous les mâts sont gréés en voiles auriques sans huniers[4].

D'autres navires plus anciens ne présentent qu'exceptionnellement quatre mâts comme les galions.
| Type de Gréement   | Quatre-mâts carré              | Quatre-mâts barque                       | Quatre-mâts goélette                                                                    | Goélette à huniers à quatre mâts | Goélette à quatre mâts |
| ------------------ | ------------------------------ | ---------------------------------------- | --------------------------------------------------------------------------------------- | -------------------------------- | ---------------------- |
| Termes anglais     | 'Four-masted fully rigged ship | 'Four-masted barque / 'Four-masted' bark | 'Four-masted barquentine / 'Four-masted' schooner barque / 'Four-masted' jackass barque | Four-masted topsail schooner     | Four-masted schooner   |
| Schéma du gréement |                                |                                          |                                                                                         | Goélette à quatre mâts           | Goélette à quatre mâts |
| Exemples de navire |                                |                                          |                                                                                         |                                  |                        |

## Exemples de navires

### Navires modernes ou navires anciens encore visibles
- Le Falls of Clyde (1878) : Le Falls of Clyde est le seul quatre-mâts carré d'époque encore visible. Il est amarré à Honolulu comme bateau musée au Hawaii Maritime Center.
- Royal Clipper (2000) : Voilier moderne de croisière de luxe.

|  |  |  |

### Navires disparus
- Le County of Linlithgow
- Le Liverpool II

|  |  |

### Navires (vieux gréements)
: document utilisé comme source pour la rédaction de cet article.
- (en) Otmar Schäuffelen (trad. de l'allemand par Casay Servais), Chapman, Great sailing ships of the world, New York, Hearst Books, 2002, 420 p. (ISBN 1-58816-384-9, lire en ligne).
- JAFFRY Gwendal, MILLOT Gilles, Guide des grands voiliers : Des voiliers de travail aux navires écoles, Le Chasse Marée, 1999, 128 p. (ISBN 2-903708-86-X).
- Collectif, Guide des gréements : Petite encyclopédie des voiliers anciens, Douarnenez, Le Chasse Marée, 2000, 127 p. (ISBN 2-903708-64-9).
- ROLLAND François Marie, STICHELBAUT Benoît, Grands voiliers, Brest, Editions Le Telegramme, 2008, 140 p. (ISBN 978-2-84833-198-0)
- LE BRUN Dominique, Le Guide des grands voiliers, Grenoble, Le Chasse Marée - Glénat, 2010, 127 p. (ISBN 978-2-35357-059-1)

### Ouvrages généraux
- Parïs Bonnefoux et De Bonnefoux, Dictionaire de marine à voiles, Editions du Layeur, 1999 (réédition d'un ouvrage du xixe siècle), 720 p.
- Collectif, Guides des voiliers : Reconnaître les gréements anciens, Douarnenez, Le Chasse Marée, 1988, 72 p. (ISBN 2-903708-13-4)
- Collectif, Guide des gréements : Petite encyclopédie des voiliers anciens, Douarnenez, Le Chasse Marée, 2000, 127 p. (ISBN 2-903708-64-9)